# San-José-Pass
Der San-José-Pass (in Argentinien Paso San José, in Chile Paso Ardiles) ist ein bis zu 200 m hoher Gebirgspass mit auf der westantarktischen James-Ross-Insel. Er verläuft in nordwest-südöstlicher Richtung zwischen den Lachman Crags und dem Stickle Ridge. Er wird beiderseits flankiert von Kreidefelsen.
Argentinische Wissenschaftler benannten den Pass 1978, nachdem sie hier geologische Arbeiten vorgenommen hatten. Namensgeber ist Josef von Nazaret aus dem Neuen Testament. Chilenische Wissenschaftler benannten den Pass dagegen nach Jorge Ardiles Rojas, der 1972 als stellvertretender Kommandant der Piloto Pardo  in der Admiralty Bay an der Bergung der havarierten Lindblad Explorer beteiligt war.